# Ihara Saikaku

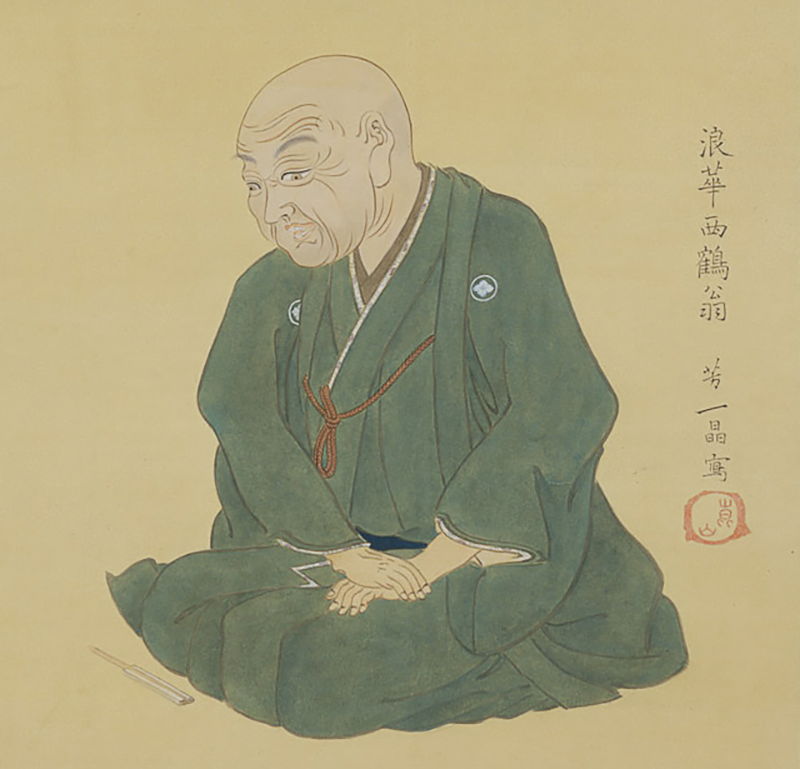
Ihara Saikaku

Ihara Saikaku (în japoneză: 井原 西鶴, n. 1642 - d. 9 septembrie 1693) a fost un poet și prozator japonez.
A scris poezii de tip haiku de o remarcabilă expresibilitate stilistică în maniera școlii Danrin.
A scris și romane de moravuri, realiste și satirice, inspirate din viața marilor orașe, pe tema iubirii și a pasiunii pentru bani.

## Scrieri
- 1682: Viața unui libertin ("Kôshoku-ichidai-otoko")
- 1686: Viața unei libertine ("Kôshoku-ichidai-onna")
- 1688: Tezaurul familiei japoneze ("Nihon-eitagura")
- 1692: Cum să te îmbogățești ("Seken munesanyô").